# Vidre de fosfat
El vidre de fosfat és una classe de vidres òptics compostos de metafosfats de diversos metalls. En lloc de SiO₂ en vidres de silicat, el substrat de formació de vidre és P₂O₅.

## Descoberta
Plantilla:Empty section

## Propietats físiques
P₂O₅cristal·litza en almenys quatre formes. El polimorf més conegut (vegeu figura) comprèn molècules de P₄O10. Els altres polimorfs són polimèrics, però en cada cas els àtoms de fòsfor estan units per un tetraedre d'àtoms d'oxigen, un dels quals forma un enllaç P = O terminal. La forma d'O adopta una estructura en capes que consisteix en anells P₆O₆interconnectats, no gaire diferent de l'estructura adoptada per certs polisilicats.

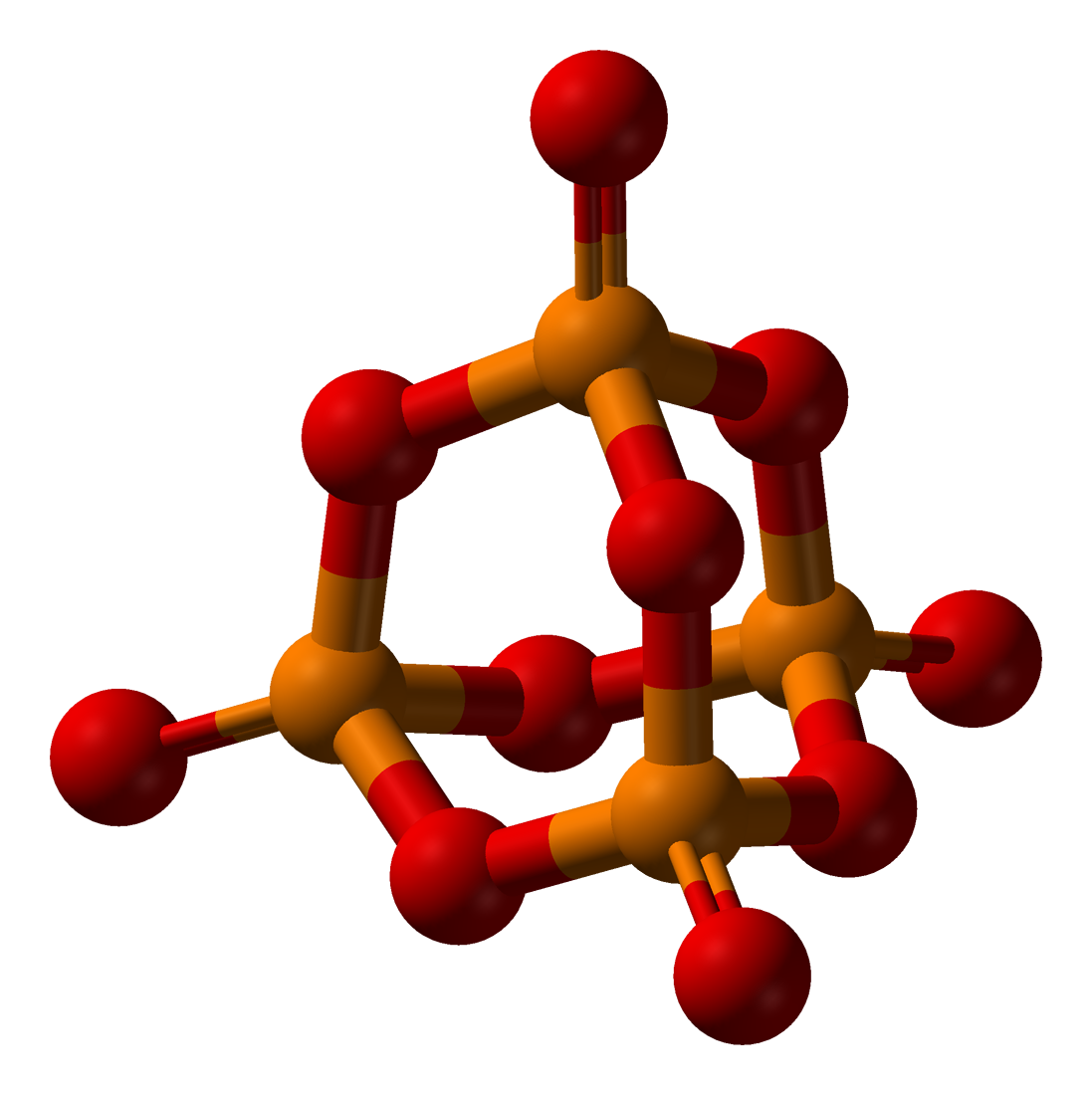
El P4O10 cagelike estructura que proporciona el bloc d'edifici bàsic per vidre de fosfat formers.

Els vidres de fosfat són molt resistents a l'àcid fluorhídric. Amb una addició d'òxid de ferro, actuen com a eficaços per a l'absorció de calor.
El fosfat de ferro i el vidre de fosfat de ferro són alternatives al vidre de borosilicat per a la immobilització de residus radioactius.

## Propietats úniques
Els vidres de fosfat poden ser avantatjosos sobre els vidres de sílice per a fibres òptiques amb una alta concentració de dopatge d'ions de terres rares.
Una barreja de vidre de fluorur i vidre de fosfat és vidre de fluorofosfat.
El vidre de fosfat que conté plata s'utilitza en dosímetres de vidre de fosfat. Emet llum fluorescent quan és irradiat per llum ultraviolada, quan s'exposa prèviament a radiacions ionitzants, en una quantitat proporcional a la dosi.
Alguns vidres de fosfat són biocompatibles i solubles en aigua i són adequats per al seu ús com a teixit degradable i reforços d'ossos dins del cos humà.